# لارس بيندر
لارس بيندر (بالألمانية: Lars Bender) (مواليد 27 أبريل 1989 في روزنهايم، ألمانيا الغربية) لاعب كرة قدم ألماني سابق لعب في مركز الوسط الدفاعي و‌الظهير الأيمن. وهو الشقيق التوأم للاعب زفن بيندر الذي كان يلعب لصالح بوروسيا دورتموند.

## مسيرته الكروية
لعب لارس بيندر خلال مسيرته الاحترافية مع 3 أندية في ستة عشر موسمًا وسجل خلالها 26 هدفًا ضمن 309 مباراة. ولم يفز بأي موسم بالكأس أو بالدوري.
خاض لارس بيندر مسيرته مع نادي ميونخ 1860 في موسم 2006–07 ليلعب معه أربعة مواسم، مشاركًا في 58 مباراة سجل خلالها 4 أهداف. ثم انتقل إلى نادي باير 04 ليفركوزن في موسم 2009–10 ليلعب معه أحد عشر موسمًا، حيث شارك في 242 مباراة سجل خلالها 21 هدفًا.

## روابط خارجية
- لارس بيندر على موقع الاتحاد الدولي (مؤرشف)  (الإنجليزية)
- لارس بيندر على موقع الاتحاد الأوربي (الإنجليزية)
- لارس بيندر على موقع إي إس بي إن إف سي (الإنجليزية)
- لارس بيندر على موقع قاعدة بيانات كرة القدم.إي يو (الإنجليزية)
- لارس بيندر على موقع بيانات كرة القدم. دي إي (الألمانية)
- لارس بيندر على موقع ليكيب (الفرنسية)
- لارس بيندر على موقع ناشيونال فوتبول تيمز (الإنجليزية)
- لارس بيندر على موقع Soccerbase.com (لاعب) (الإنجليزية)
- لارس بيندر على موقع Soccerway.com (الإنجليزية)
- لارس بيندر على موقع عالم كرة القدم.نت (الإنجليزية)